# 赤松義村
赤松 義村（あかまつ よしむら）は、戦国時代前期（室町時代後期）の播磨の守護大名・戦国大名。赤松家の第10代当主（当主在職:明応4年（1496年）4月 - 永正17年（1520年）11月）。
播磨・備前・美作の3国を支配した戦国大名で、赤松家中興の第9代当主・赤松政則の婿養子に当たる。義村の家系は第5代当主・範資から始まる七条家の家系で、義村は範資の6代孫に当たる。父は七条政資（まさすけ）で、以後の赤松宗家は江戸時代直前に滅亡するまで義村の家系が家督を相続した。
義村は政則の代から行われていた赤松家の戦国大名化をさらに推し進めるべく大名権力の強化を図ったが、守護代の浦上村宗がそれに反発して対立。播磨など赤松領で内紛となる。義村は村宗に敗れ、家督を嫡子の才松丸（のちの晴政）に譲って隠居したが、復権を図って再度村宗と対立したため、村宗により暗殺されて赤松家は没落した。

## 生涯

### 出生
義村の生年は文明2年（1470年）・文明4年（1472年）・延徳2年（1490年）・明応3年（1494年）などの諸説がある。ただこれらは赤松家の系図や後世の軍記物を参考にしたもので、また政則の生年や仮名の時期を考慮すると文明年間の生まれは考えにくいとされている。
義村の幼名は道祖松丸（さえまつまる）といい、これは赤松家の歴代当主の幼名である。仮名（通称）は二郎であり、これも赤松家の歴代当主の名乗りである。
養父（岳父）・政則は嘉吉の乱で一時滅亡した赤松氏を再興した中興の英主であるが、男子に恵まれなかったので、義村は延徳元年（1489年）に政則の婿養子となり、明応5年（1496年）に政則が急死したため、跡を継いだ。ただし、政則の死は急死だったため、義村の家督相続は政則の意思ではなく、政則の時代から赤松家中で権勢を振るっていた重臣の浦上則宗をはじめ、別所則治、小寺則職、薬師寺貴世、赤松則貞による画策とも伝わる（『書写山縁起附録』）。
当主就任時はまだ幼少だったとされるが、婿養子になった際に妻の政則娘（小めし）は18歳だったとされているので、義村もほぼ同年だったのではないかと思われ、政則没後の3ヵ月後の7月には奈良に出陣していることから、成人していたものと推測できる。政則の急死で赤松家は混乱して没後4ヵ月後の8月には播州錯乱といわれる内乱が起こり（『後法興院記』）、それに乗じて家老・守護代の浦上則宗が権勢を振るった。それに反発した一族の浦上村国が則宗と対立し、播磨で内乱が始まった。当時の幕府管領である細川政元が明応8年（1499年）末にこれを仲裁している。則宗が文亀2年（1502年）6月11日に三石城で死去したため、義母の洞松院が義村の成人までの後見役を務めた。

### 幕府での政争と暗殺
京の幕府で政元の死（永正の錯乱）後、永正4年（1507年）から同6年（1509年）の間に元服して前述の通称、二郎を称したとされる。また、10代将軍・足利義尹（のちの義稙）と11代将軍・足利義澄（※永正5年（1508年）を境に将軍が交替、義尹が将軍に復帰）との間で権力争いが起きると、赤松家は先代の政則の代より阿波細川家（細川澄元の実家）と縁が深かったためもあり、当初は義澄側の味方をしたが、同8年（1511年）の船岡山合戦で義澄が敗退した後は、将軍への返り咲きが確定した義尹と和睦し、その証として同9年（1512年）11月には義尹より偏諱と官途を与えられて「兵部少輔義村」と名乗った。その一方で義澄の子・亀王丸（のちの12代将軍足利義晴）を引き取って養育したりするなど、中央への影響力を依然として保持した。
成人し親政するようになった義村は重臣浦上村宗・小寺則職の補佐を受ける一方で、奉行制を導入し大名権力の強化をもくろむものの、権力が制約されることを嫌った村宗達の反発を受け、永正15年（1518年）には、村宗は居城の備前三石城に退去してしまう。これに激怒した義村は同16年（1519年）、則職らとともに軍を率いて備前・美作の村宗の根拠地を攻撃し、一時は優勢になったものの浦上氏を支持する国人達の抵抗や村宗配下の名将宇喜多能家のため敗北を重ね、守護赤松氏の権威は失墜し、逆に播磨への村宗の侵攻を許してしまう。この間、同15年（1518年）12月に将軍・義稙（義尹より改名）より阿波に逃れていた細川澄元およびその家臣らを成敗するように命ぜられ（『御内書案』永正15年12月2日条、同16年（1519年）10月澄元がに挙兵すると、11月3日、義稙より細川高国に味方するよう命ぜられている（『室町家御内書案』）が、村宗との抗争のためか特に動きはなかった。
同17年（1520年）11月には村宗側からの要請により、嫡子・才松丸（改め政村）を引き渡して隠居を余儀なくされ、その後何回か復権を図ったものの果たせなかった。
永正18年（1521年）正月、足利亀王丸を奉じて挙兵するも村宗に敗れ、のち村宗側からの和睦の持ちかけに応じるも、謀られる形で和解の席で捕縛されて播磨の室津城に幽閉され、同年（元号が変わり大永元年）9月17日に村宗が放った刺客の手により暗殺された。
家督は前述の通り、遺児の才松丸（のち政村、政祐、晴政と改名）が継いでおり、守護家としての赤松氏の名目上の存続は許されてはいたが、赤松家はこののち衰退の一途をたどることになる。
尚、名水播磨十水を定めたのはこの義村とされる。

## 辞世の歌
立よりて影もうつさし流れては　浮世を出る谷川の水
（たちよりてかげもうつさじ　ながれては　うきよをいずるたにがはのみず）

## 偏諱を与えた人物
※「村」の字は、祖先の赤松則村（円心）に由来する。一部の人物は次代・赤松政村（義村の子、のちの晴政）の代に賜っている可能性がある。
- 赤松村秀（義弟、養父・政則の実子（庶子））
- 赤松村吉
- 赤松村景
- 赤松村虎（美作弓削庄（現・岡山県久米南町）を本拠とする赤松上野家の当主。）
- 在田村長
- 有馬村則
- 有馬村秀
- 宇野村頼
- 宇野村春
- 浦上村宗
- 浦上村国
- 喜多野村綱
- 小寺村職（別名:政隆、小寺則職の子で小寺政職の祖父にあたる）
- 広岡村宣
- 別所村治（のち就治）